# Fontenelle-en-Brie
Pour les articles homonymes, voir Fontenelle (homonymes) et Brie.
Fontenelle-en-Brie est une commune déléguée de Dhuys et Morin-en-Brie et une ancienne commune française, située dans le sud du département de l'Aisne en région Hauts-de-France.
L'ancienne commune, à la suite d'une décision du conseil municipal et par arrêté préfectoral du 10 septembre 2015, est devenue une commune déléguée de la nouvelle commune de Dhuys et Morin-en-Brie depuis le 1er janvier 2016.

## Géographie
Fontenelle-en-Brie est située au sud-est du département de l'Aisne, à vol d'oiseau à 72,8 km au sud de la préfecture de Laon, et à 15 km au sud-est de la sous-préfecture de Château-Thierry. Elle se trouve à 4,1 km de Marchais-en-Brie, chef-lieu de la commune de Dhuys et Morin-en-Brie.
Avant la création de la commune nouvelle de Dhuys et Morin-en-Brie, le 1er janvier 2016, Fontenelle-en-Brie était limitrophe du département de la Marne et de 7 communes, Rozoy-Bellevalle (1,7 km), Marchais-en-Brie (4,1 km), L'Épine-aux-Bois (4,6 km), Viffort (4,8 km), Artonges (5,5 km), Montlevon (6,7 km) et Montmirail (7 km).
| Viffort          |                    | Montlevon et Artonges |
| Rozoy-Bellevalle | Fontenelle-en-Brie | Corrobert             |
| L'Épine-aux-Bois | Marchais-en-Brie   | Montmirail (Marne)    |

## Toponymie
Le nom de la localité est attesté sous les formes Fontenelles en 1329. 
De l'oïl fontanelle, fontenelle « petite fontaine ».
La Brie est une région naturelle française située dans la partie orientale du bassin parisien, entre les vallées de la Marne, de la Seine et la côte d'Île-de-France.

## Politique et administration

### Liste des maires
| Période                                  | Période       | Identité      | Étiquette | Qualité                                    |
| ---------------------------------------- | ------------- | ------------- | --------- | ------------------------------------------ |
| Les données manquantes sont à compléter. |               |               |           |                                            |
| avant 1988                               | ?             | Serge Suquet  |           |                                            |
| Les données manquantes sont à compléter. |               |               |           |                                            |
| mars 2001                                | mars 2008     | Henri Dagonet |           |                                            |
| mars 2008                                | décembre 2015 | Hervé Petel   | DVD       | Agriculteur Réélu pour le mandat 2014-2020 |

### Liste des maires délégués
| Période                                  | Période                   | Identité          | Étiquette | Qualité     |
| ---------------------------------------- | ------------------------- | ----------------- | --------- | ----------- |
| 4 janvier 2016                           | mai 2020                  | Hervé Petel       | DVD       | Agriculteur |
| mai 2020                                 | En cours (au 27 mai 2020) | Jacqueline Drouin |           |             |
| Les données manquantes sont à compléter. |                           |                   |           |             |

## Démographie
L'évolution du nombre d'habitants est connue à travers les recensements de la population effectués dans la commune depuis 1793. Pour les communes de moins de 10 000 habitants, une enquête de recensement portant sur toute la population est réalisée tous les cinq ans, les populations de référence des années intermédiaires étant quant à elles estimées par interpolation ou extrapolation. Pour la commune, le premier recensement exhaustif entrant dans le cadre du nouveau dispositif a été réalisé en 2006.

En 2022, la commune comptait 218 habitants, en évolution de +9 % par rapport à 2016 (Aisne : −1,97 %, France hors Mayotte : +2,11 %).
| 1793 | 1800 | 1806 | 1821 | 1831 | 1836 | 1841 | 1846 | 1851 |
| ---- | ---- | ---- | ---- | ---- | ---- | ---- | ---- | ---- |
| 279  | 286  | 314  | 290  | 284  | 320  | 308  | 321  | 333  |

| 1856 | 1861 | 1866 | 1872 | 1876 | 1881 | 1886 | 1891 | 1896 |
| ---- | ---- | ---- | ---- | ---- | ---- | ---- | ---- | ---- |
| 319  | 312  | 295  | 326  | 292  | 288  | 288  | 278  | 263  |

| 1901 | 1906 | 1911 | 1921 | 1926 | 1931 | 1936 | 1946 | 1954 |
| ---- | ---- | ---- | ---- | ---- | ---- | ---- | ---- | ---- |
| 284  | 279  | 275  | 246  | 273  | 238  | 232  | 213  | 210  |

| 1962 | 1968 | 1975 | 1982 | 1990 | 1999 | 2006 | 2011 | 2016 |
| ---- | ---- | ---- | ---- | ---- | ---- | ---- | ---- | ---- |
| 189  | 174  | 161  | 144  | 153  | 171  | 177  | 223  | 200  |

| 2021 | 2022 | - | - | - | - | - | - | - |
| ---- | ---- | - | - | - | - | - | - | - |
| 217  | 218  | - | - | - | - | - | - | - |

## Économie
L'activité a toujours été consacrée à l'agriculture et à l'élevage.

## Culture locale et patrimoine

### Lieux et monuments

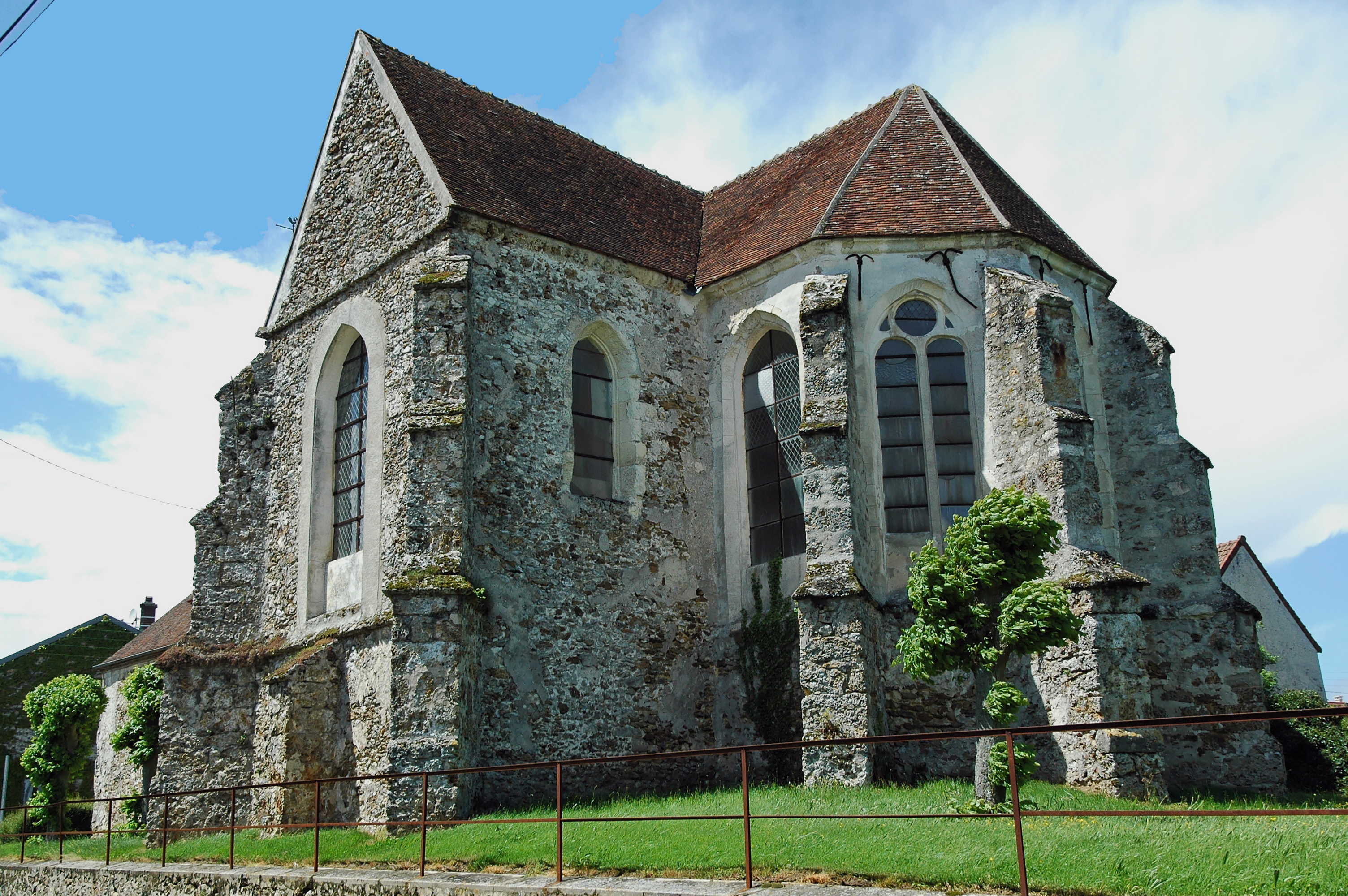
Église de Fontenelle-en-Brie.

Fontenelle-en-Brie est un très ancien village du plateau de la Brie ; à l'origine Fontenelle-en-Brie était une simple succursale de la cure d'Artonges, puis fut érigée en paroisse.
Église Saint-Thibaud, du XVIe siècle.

### Personnalités liées à la commune
- Victoire du maréchal Mortier sur le corps prussien d'Yorck le 11 février 1814.
- Marcel Loiseau, né en 1891 à Fontenelle-en-Brie et soldat au 106e RI et agent de liaison, est connu pour avoir été fusillé pour l'exemple pendant la Première Guerre mondiale[16].